# Верхурач
Верхурач (рос. Верхурач) — колишній хутір у Христинівській волості Овруцького повіту Волинської губернії та Омельниківській сільській раді Овруцького та Народицького районів Коростенської округи.

## Населення
У 1923 році, чисельність населення, разом із х. Мотилі, становила 235 осіб, дворів — 54.

## Історія
До 1923 року — хутір Христинівської волості Овруцького повіту Волинської губернії. У 1923 році включений до складу новоствореної Омельниківської сільської ради, яка, 7 березня 1923 року, увійшла до складу новоутвореного Овруцького району Коростенської округи. Розміщувався за 40 верст від районного центру, м. Овруч. 22 лютого 1924 року, в складі сільської ради, увійшов до Народицького району Коростенської округи.
Знятий з обліку населених пунктів до 1 жовтня 1941 року.